# Zabiče
Zabiče este o localitate din comuna Ilirska Bistrica, Slovenia, cu o populație de 314 locuitori.